# Bni Zrantel
Bni Zrantel  (in arabo بني زرنتل‎?) è un centro abitato e comune rurale del Marocco situato nella provincia di Khouribga, regione di Béni Mellal-Khénifra. Conta una popolazione di 6 597 abitanti (censimento 2014).